# Cratoplastis barrosi
Cratoplastis barrosi is een beervlinder uit de familie van de spinneruilen (Erebidae). De wetenschappelijke naam van de soort is voor het eerst geldig gepubliceerd in 1968 door d'Almeida.